# Puits Zsolnay
Le Puits Zsolnay (hongrois : Zsolnay-kút, prononcé [ˈʒolnɒi ˈkuːt]) est un puits à eau construit en 1912 situé à Pécs, sur Széchenyi tér. Il est commandé par Miklós Zsolnay en la mémoire de son fils Vilmos.